# المرافق الصحية المؤقتة في الفلبين
المرافق الصحية المؤقتة أو مراكز رعاية المرضى الطارئة مراكز شفاء أنشأتها الحكومة الفلبينية لاستيعاب مرضى كوفيد-19 جزءً من الجهود للتعامل مع جائحة كوفيد-19 في الفلبين وتعمل بعض المرافق أيضًا كمواقع للحجر الصحي لعائدين فلبينيين من دول أخرى.
ويقود إنشاء هذه المرافق إدارة الأشغال العامة والطرق السريعة (DPWH) بالتنسيق مع هيئة تحويل وتطوير القواعد وغيرها من الكيانات الخاصة والحكومية من خلال تجديد الهياكل الموجودة مسبقًا أو إقامة خيام مؤقتة. وكان المركز الأول هو المرفق الموجود في استاد نينوي أكينو، وهو ساحة داخلية داخل مجمع ريزال ميموريال سبورتس في مانيلا تم تجديده كمرفق صحي في 6 أبريل وأدخل مريضه الأول في 14 أبريل. تم تشغيل ما لا يقل عن سبعة مرافق أخرى في وقت لاحق. تم تعديل اسم المرافق من حملة كوفيد-19 للتضامن في الفلبين والتي بدورها اشتقت من شعار دورة ألعاب جنوب شرق آسيا لعام 2019، التي استضافتها دولة الفلبين.

## المرافق

### مركز مؤتمرات الاسيان
حُول مركز المؤتمرات في منطقة كلارك فريبورت في بامبانغا إلى مرفق حجر صحي بسعة 150 سريرًا.

### مركز حكومة مدينة نيو كلارك
جُهز مبنى الحكومة في نيو كلارك، بـ 400 سرير، استقبلت أول دفعة من المرضى في 7 مايو، تكونت من 50 عاملاً ثم تم توسيعه إلى 688.

### خيمة فيلينفيست
خيمة فيلينفيست، هي خيمة موجودة على مساحة 20 مترًا مربعًا (220 قدمًا مربعًا) تخدم فيلينفيست سيتي، تم إعادة تخصيصها وتجديدها في منشأة الحجر الصحي ب 108 سرير. وكانت شركة Filinvest Development Corporation الراعي الرسمي لمواد البناء، في حين كانت شركة EEI Corporation مسؤولة عن توفير القوى العاملة للترميم. وأعطت مجموعة شركات فيلار أسرة المستشفيات.

### مجمع الساحة الفلبينية
عرضت بولاكان المنطقة مجانًا للحكومة لاستخدامها كموقع للحجر الصحي. تم إنشاء مركز نحن نشفى كواحد في Ciudad de Victoria من خلال الجهود المشتركة لإدارة الأشغال العامة والطرق السريعة، وإدارة الساحة الفلبينية ومجموعة شركات MVP. تم تحويل ثلاث خيام كبيرة بالقرب من ساحة الفلبين إلى مرافق الحجر الصحي. تم تسليم مجمع المرافق الصحية للحكومة في 30 أبريل 2020. كانت سعة السرير ومساحة الخيام الثلاث كما يلي:
- خيمة 1-92 سرير؛ 26 م × 105 م (85 قدم × 344 قدم)
- خيمة 2-104 سرير. 50 م × 60 م (160 قدم × 200 قدم)
- خيمة 3-104 أسرة. 50 م × 60 م (160 قدم × 200 قدم)

### المجمع الرياضي الفلبيني
حُول ملعب المجمع الرياضي الفلبيني داخل مجمع فيلسبورتس (PhilSports) في باسيج إلى مرفق حجر صحي يحتوي على 132 سريرًا من قبل مجموعة Villar وإدارة الأشغال العامة والطرق السريعة في أبريل 2020. في 15 مايو، استقبل مرفق الحجر الصحي أول مصاب ب كوفيد-19.

### مجمع ريزال التذكاري
يستضيف مجمع ريزال التذكاري الرياضي في مانيلا مراكز نحن مشفى كواحد في ساحتين داخليتين. استاد ريزال التذكاري واستاد نينوي أكينو. ويحتوي مرفق ريزال ميموريال كوليسيوم على 98 سريرًا. وتم تجديد الساحة الداخلية كمرفق للحجر الصحي من قبل إدارة الأشغال العامة والطرق السريعة، وهيئة تحويل وتطوير القواعد بالتعاون مع مجموعة شركات رازون. تم انشائه في 9 أبريل.

### استاد نينوي أكينو
أول مركز على الإطلاق هو استاد نينوي أكينو المجدد. تم تحويل الساحة الداخلية إلى منشأة الحجر الصحي بسعة 112 سريرًا في 6 أبريل. ثم بدأت المنشأة عملياتها في 8 أبريل. وفي 9 مايو، سجلت منشأة الحجر الصحي أكبر انتعاش لها حيث حصل 21 مريضاً على تصريح طبي.

### منتدى PICC
تم إنشاء منتدى PICC، وهو عبارة عن خيمة تبلغ مساحتها 4.292 مترًا مربعًا (46.20 قدمًا مربعًا) يستخدم للأحداث القائمة كجزءًا من مجمع مركز المؤتمرات الدولي الفلبيني كمرفق للحجر الصحي. وعملت إدارة الأشغال العامة والطرق السريعة مع مجموعة فيلار وشركة EEI لتجديد المرفق الذي تم الانتهاء منه في 8 أبريل. يحتوي المنتدى على 294 سرير وبدأ في قبول المرضى في 28 أبريل.

### مركز التجارة العالمي مانيلا
تم تجهيز مركز التجارة العالمي في مانيلا، وهو مركز للمؤتمرات في باساي، ب502 سريرًا كجزء من كمرفق للحجر الصحي. وفي 24 أبريل، قبلت المنشأة بعودة العمال الفلبينيين المغتربين من الإمارات العربية المتحدة الذين سيبقون في الداخل للخضوع للحجر الإلزامي لمدة 14 يومًا.

## القائمة التفصلية لمركز الطوارئ
| المنشأة                                     | الموقع                                                      | السعة القصوى | اكتمل         | افتتح         | المرجع       |
| ------------------------------------------- | ----------------------------------------------------------- | ------------ | ------------- | ------------- | ------------ |
| ملعب نينوي أكينو                            | Ninoy Aquino Stadium، Rizal Memorial Sports Complex، مانيلا | 112 سرير     | 6 أبريل 2020  | 8 أبريل 2020  | [ 3 ] [ 10 ] |
| مركز المؤتمرات الدولي الفلبيني              | PICC Forum، باساي                                           | 294 سرير     | 8 أبريل 2020  | 28 أبريل 2020 |              |
| مدرج ريزال التذكاري                         | Rizal Memorial Sports Complex، مانيلا                       | 98 سرير      | 9 أبريل 2020  | غير متوفر     | [ 3 ]        |
| مركز التجارة العالمي                        | World Trade Center Manila، باساي                            | 502 سرير     | 9 أبريل 2020  | 24 أبريل 2020 | [ 2 ] [ 9 ]  |
| مركز مؤتمرات الآسيان                        | ASEAN Convention Center، Clark Freeport Zone، بامبانغا      | 150 سرير     | 12 أبريل 2020 | غير متوفر     | [ 5 ] [ 6 ]  |
| مقر حكومة نيو كلارك                         | نيو كلارك، كاباس، تارلاك                                    | 688 سرير     | 12 أبريل 2020 | 7 مايو 2020   | [ 5 ]        |
| المجمع الرياضي الفلبيني                     | PhilSports Arena، باسيج                                     | 132 سرير     | 18 أبريل 2020 | 15 مايو 2020  |              |
| مجمع ارينا الفلبين                          | Ciudad de Victoria، بولاكان                                 | 300 سرير     | 29 أبريل 2020 | غير متوفر     | [ 11 ]       |
| خيمة فيلينفست                               | Filinvest City، مونتنلوبا                                   | 108 سرير     | 11 مايو 2020  | غير متوفر     | [ 12 ]       |
| ملعب ألوتني الرياضي                         | Alonte Sports Arena، بينان، لاغونا                          | 68 سرير      | 28 مايو 2020  | غير متوفر     | [ 13 ]       |
| معهد كيزون                                  | كيزون                                                       | 112 سرير     | غير متوفر     | غير متوفر     | [ 14 ]       |
| NCC Athlete's Village                       | نيو كلارك، كاباس، تارلاك                                    | 369 سرير     | غير متوفر     | غير متوفر     | [ 15 ]       |
| مركز تأهيل لا بيناس                         | لاس بيناس                                                   | 55 سرير      | غير متوفر     | غير متوفر     | [ 16 ]       |
| IC3 COVID-19 TTMF                           | مدينة سيبو                                                  | 130 سرير     | غير متوفر     | غير متوفر     | [ 17 ]       |
| Eva Macapagal Super Terminal                | الرصيف 15، ميناء مانيلا، مانيلا                             | 211 سرير     | غير متوفر     | غير متوفر     | [ 18 ]       |
| Presidential Yacht BRP Ang Pangulo (ACS-25) | الرصيف 13، ميناء مانيلا، مانيلا                             | 28 سرير      | غير متوفر     | غير متوفر     | [ 19 ]       |